# Escuelas Públicas de Littleton

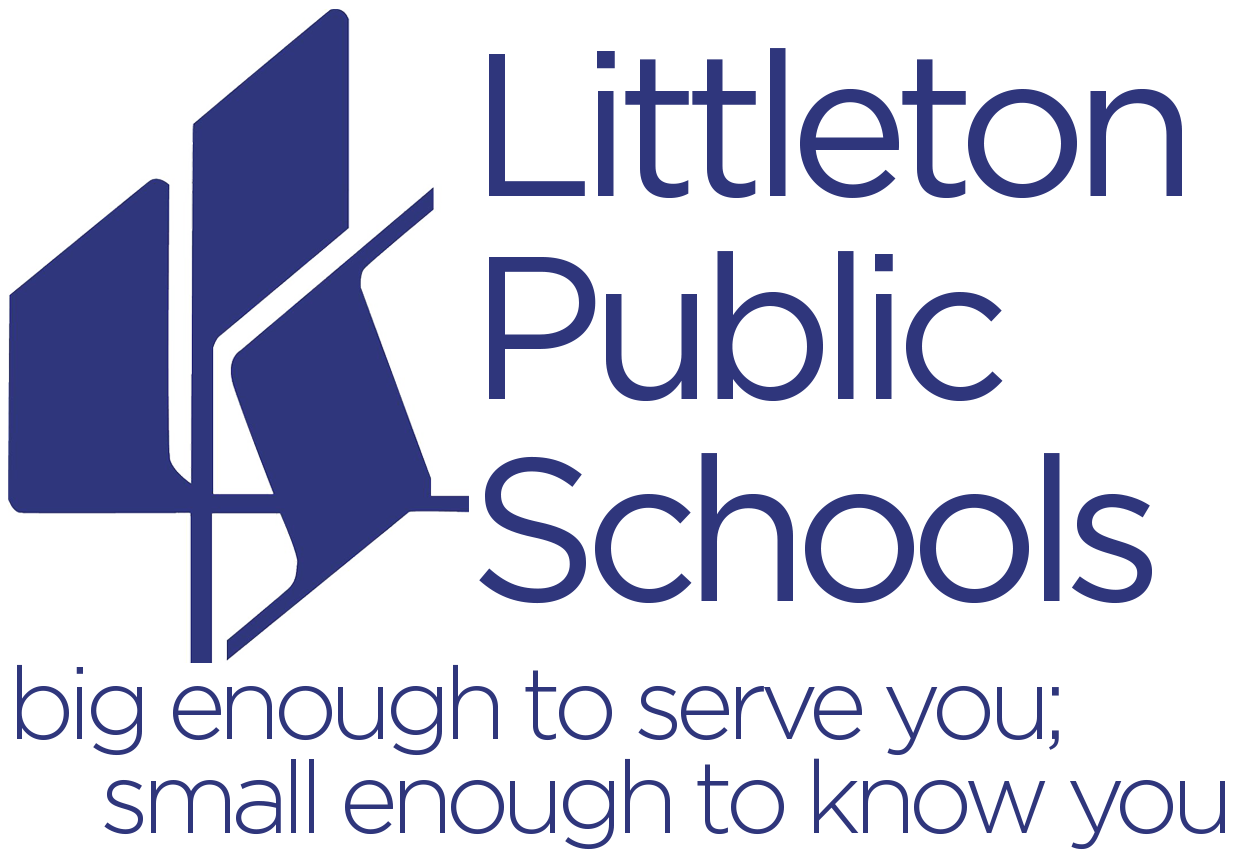
Escuelas Públicas de Littleton (Littleton Public Schools, LPS), Colorado

Las Escuelas Públicas de Littleton (Littleton Public Schools, LPS) es un distrito escolar de Colorado. Tiene su sede en Littleton. El distrito abrió en 1889. En 1971 el distrito gestionó 19 escuelas y tenía 16.650 estudiantes.